# پارادوکس خوبی

روی جلد کتاب

پارادوکس خوبی: رابطه عجیب بین فضیلت و خشونت (انگلیسی: The Goodness Paradox)، کتابی است از نخست‌شناس بریتانیایی بریتانیایی ریچارد رانگهام.
رانگهام استدلال می‌کند که انسان‌ها با فرآیندی از خودگزینی، خوداهلی‌سازی انجام داده‌اند شبیه به پرورش انتخابی روباه‌ها که توسط دیمیتری بلیایف توصیف شد، نظریه‌ای که برای اولین بار توسط یوهان فریدریش بلومنباخ در اوایل دهه ۱۸۰۰ ارائه شد. چارلز داروین مانند بسیاری از زیست‌شناسان فرگشتی با این نظریه مخالفت کرد.
به گفته جان دی. هاکس دیرین‌مردم‌شناس، رانگهام در «تقسیم‌بندی پرخاشگری انسان به دو نوع»، از دانشمندانی از جمله کنت ای. دوج پیروی می‌کند. نوع اول، «پرخاشگری واکنشی» زمانی است که افراد در پاسخ به تحریک حمله می‌کنند. نوع دوم، «تهاجم پیشگیرانه»، از پیش برنامه‌ریزی شده و شامل حملات تاکتیکی عمدی است.
شاگردان ژان-ژاک روسو می‌گویند که ما طبیعتاً صلح‌جو هستیم، اما در جامعه فاسد شده‌ایم. شاگردان توماس هابز می‌گویند که ما طبیعتاً خشن هستیم اما جامعه متمدن است. رانگهام استدلال می‌کند که ما هر دو هستیم. انسان‌ها فوق‌العاده مهربان، همکار و نوع دوست هستند همچنین می توانند به شدت بی‌رحم، خودخواه و شرور باشند. فرضیه خوداهلی‌سازی رانگهام این پارادوکس را روشن می‌کند. انسان‌های اولیه با استفاده از زبان، نیروهای خود را برای از بین بردن قلدرهای مستعد پرخاشگری واکنشی متحد کردند. به تدریج، اجداد ما در مهار خلق و خوی خود مهارت پیدا کردند و یادگرفتند که چگونه حملات هماهنگ شده دقیقی را علیه افراد مزاحم و سپس به هر فرد مورد نظر خاص برنامه‌ریزی کنند.

## خوداهلی‌سازی
است. مجازات اعدام در گروه‌های انسانی کوچک باعث ایجاد روان‌شناسی کمتر تهاجمی شد که انسان خردمند را در مقایسه با دیگر گونه‌های نخستی‌سان به‌طور منحصربه‌فردی تعریف می‌کند. اعدام ضداجتماعی‌ترین افراد در برابر پرخاشگری به نفع اطاعت و همنوایی بیشتر انتخاب شده است.
در جریان تکامل، جوامع انسانی در برابر تهاجم واکنشی انتخاب شدند. به عبارت دیگر، انسان‌های اولیه برای تحمیل مجازات (از جمله مرگ) بر اعضای پرخاشگر و سلطه گر جوامع خود متحد شدند. اگر مردی بارها و بارها همراهان خود را در گروه با رفتار پرخاشگرانه و خودخواهانه آزرده می‌کرد، به تدریج، زمزمه اجماع علیه او پدیدار می‌شد. تصمیمی در میان مردان دیگر شکل گرفت و متجاوز کشته شد. در طول هزاران نسل ماقبل تاریخ، کسانی که تمایل زیادی به تهاجم واکنشی داشتند، هدف اعدام بودند. کشتن این افراد به تدریج باعث شد که انسان‌ها خلق و خوی آرام‌تر و آشکارا خصمانه کمتری داشته باشند. در همین راستا، همان‌طور که کریستوفر بوهم و دیگر مردم شناسان دریافته اند، جوامع شکارچی-گردآورنده عمدتاً برابری طلب هستند - حداقل در بین مردان بالغ. در میان برخی گروه‌های شکارچی، رهبران، سران و رؤسا وجود دارند. اما آنها تمایل زیادی به حفظ قدرت ندارند. هدف اصلی آنها کمک به اجماع در زمانی است که گروه نیاز به تصمیم‌گیری مهم دارد. هر مردی این اختیار را دارد که در بحث مشارکت کند. رهبران درون جامعه از جایگاه پایینی برخوردارند. یک رهبر نفوذ محدود خود را برای کمک به تبلور یک توافق اعمال می‌کند. اما آنها تمایل دارند این کار را بسیار عاقلانه انجام دهند، تا مبادا باعث تحقیر جمعی از مردان دیگر شوند. جوامع شکارچی-گردآورنده برای کنترل و از بین بردن مردان متخاصم مستقیماً به سراغ اعدام نمی‌روند. آنها ابتدا با رویکردهای نرم‌تر شروع می‌کنند، مانند مکانیسم‌های همسطح - هنجارهایی برای محدود کردن نفس افراد.
به عنوان مثال، این کتاب به نقل از الیزابت کشدان، انسان‌شناس می‌گوید:
رفتار مناسب یک شکارچی !کونگ [جو/کونگ/هوانسی] که قتل بزرگی انجام داده است، این است که از آن به صورت گذرا و تحقیرآمیز صحبت کند. اگر فردی دستاوردهای خود را کوچک نکند، دوستان و بستگانش از انجام اعدام برای او تردید نخواهند کرد.
در میان شکارچیان جو/کونگ/هوانسی، مردم هشت برابر بیشتر از ستایش انتقاد می‌کردند. مشاهدات مشابهی توسط انسان شناسانی که جوامع شکارچی-گردآورنده مدرن را مشاهده می‌کنند، انجام شده است. شرمساری، تمسخر و خنده همگی برای از بین بردن مردانی که ممکن است خود را بهتر از دیگران بدانند استفاده می‌شود. اقدامات شدیدتر شامل دوری جستن یا طرد شدن است که اغلب مؤثر هستند زیرا طرد اجتماعی عمیقاً دردناک است. همان‌طور که می‌گویند، دلیلی وجود دارد که زندانیان زندان انفرادی را بدترین مجازات می‌دانند.

## بخشی از کتاب
نر شامپانزه‌ها معمولاً ماده‌ها را مورد ضرب و شتم قرار می‌دهند، اغلب در حملات غافلگیرانه. قسمتی تلخ از کتاب:
یک حمله در کانیاوارا، در غرب اوگاندا… هشت دقیقه کامل به طول انجامید، در طی آن شامپانزه نری چوبی را گرفت و شامپانزه ماده را به‌طور متناوب با آن کتک زد، در حالی که او سیلی، مشت و لگد به او نمی‌زد. هدف نر در چنین حملاتی ترساندن زن انتخاب شده است تا به راحتی به خواسته‌های آینده او برای رابطه جنسی تن بدهد. برای هر ماده، یک نر خود را از سایر نرها متمایز می‌کند، زیرا بیشتر به او حمله می‌کند. این تاکتیک اغلب موفق است. در هفته‌های بعدی، متجاوزترین متجاوز یک ماده، متداول‌ترین شریک جنسی او خواهد بود، و در نهایت، حتی اگر او احتمالاً چندین بار با هر نر در جامعه خود جفت‌گیری کند، او احتمالاً پدر فرزند بعدی او خواهد بود. توانایی یک نر در ترساندن زنان جزء حیاتی استراتژی او برای داشتن فرزندان تا حد ممکن است.
نگاه اجمالی به رفتار انسان‌ها و همچنین نزدیکترین خویشاوندان فرگشتی ما می‌تواند آزاردهنده باشد. با این حال، ریچارد رانگهام مراقب است که توجه داشته باشد:
این که یک رفتار به این دلیل فرگشت یافته که مستقیماً برای آن انتخاب شده است، یا به این دلیل که محصول جانبی ویژگی تطبیقی دیگری بوده است، یا در واقع، آیا اصلاً ریچارد رانگهام یافته است، نباید قضاوت‌های اخلاقی ما را شکل دهد. بسیاری از تمایلات که ما آنها را از نظر اخلاقی مذموم می‌دانیم، به وضوح فرگشت یافته‌اند، از جمله انواع متعددی از اجبار جنسی، خشونت کشنده، و سلطه اجتماعی. به همین ترتیب، بسیاری از گرایش‌های اخلاقی لذت بخش، مانند خیریه به غریبه‌ها و مهربانی با حیوانات، در نتیجه فرگشت نیستند. تصمیمات ما در مورد اینکه کدام رفتارها را دوست داریم یا دوست نداریم، هرگز نباید به درک ما از تاریخچه فرگشتی یا ارزش تطبیقی آنها نسبت داده شود.

## تهاجم پیشگیرانه ائتلافی
او در سراسر کتاب از اصطلاح «تجاوز پیشگیرانه ائتلافی» استفاده می‌کند که به معنای گروهی از افراد است که گرد هم می‌آیند تا عمداً به یک شخص یا گروه دیگری حمله کنند. این نوع خشونت منحصر به انسان است.
همان‌طور که رانگهام می‌گوید: «قبیله گرایی نه ما را متمایز می‌کند و نه تهاجم واکنشی. این تهاجم پیشگیرانه ائتلافی است که گونه‌ها و جوامع ما را واقعاً غیرعادی می‌کند .»
در میان انسان‌های جوامع شکارچی-گردآورنده، کشتن یکی از اعضای گروه‌های غیرخودی اغلب به خودی خود لذت بخش تلقی می‌شود. هدف، در برخی موارد، به دست آوردن غذا، جفت یا منابع نیست. بلکه کشتن مزاحم یا اعضای گروه بیرونی یک هدف است. تهاجم پیشگیرانه ائتلافی بین گروه‌ها رایج است، اما در درون گروه‌ها بسیار نادر است. در ارتفاعات گینه نو، مردی به مردم‌شناس پولی ویزنر گفت که مردمش در مورد کشتار در یک جنگ کوچک چه احساسی داشتند:
«حالا در مورد جنگ صحبت خواهم کرد… وقتی مردی کشته می‌شد، طایفه قاتلان سرودهای شجاعت یا پیروزی می‌خواندند. آنها فریاد می‌زدند Auu! («هورا!» یا «آفرین!») برای اعلام مرگ یک دشمن .»
رانگهام بیان می‌کند که فرگشت تکامل کشتن افراد خارجی را لذت بخش کرده است. در محیط اجدادی، یک فرد خارجی معمولاً به عنوان عضوی از جامعه همسایه متخاصم تلقی می‌شد و به عنوان غیرانسان در نظر گرفته می‌شد. هر جامعه انسانی اولیه به افراد خارجی از گروه‌های دیگر این گونه نگاه می‌کرد. حذف چنین رقبای قدرت آنها را برای آسیب رساندن کاهش می‌دهد و توانایی آنها را برای رقابت برای منابع مشابه خنثی می‌کرد. قتل در مقیاس بزرگ از گروه‌های بیرونی نمونه ای از تهاجم پیشگیرانه ائتلافی است. در کتاب آمده است:
«امروزه اکثر مردم کشورهای توسعه یافته از کشتار دسته جمعی یک گروه قومی یا مذهبی خاص احساس شادی نمی‌کنند. اما تعداد کمی از آنها از تحمیل درجاتی از درد به دشمنان سیاسی خود لذت خواهند برد .» رانگهام امیدوار است که جنگ بین کشورها متوقف شود، و به مطالعه ای اشاره می‌کند که نشان می‌دهد بر اساس روندهای فعلی، اجرای یک دولت جهانی بین سال‌های ۲۳۰۰ و ۳۵۰۰ پس از میلاد ایجاد خواهد شد.